# U-Boot-Reparaturwerft Brest

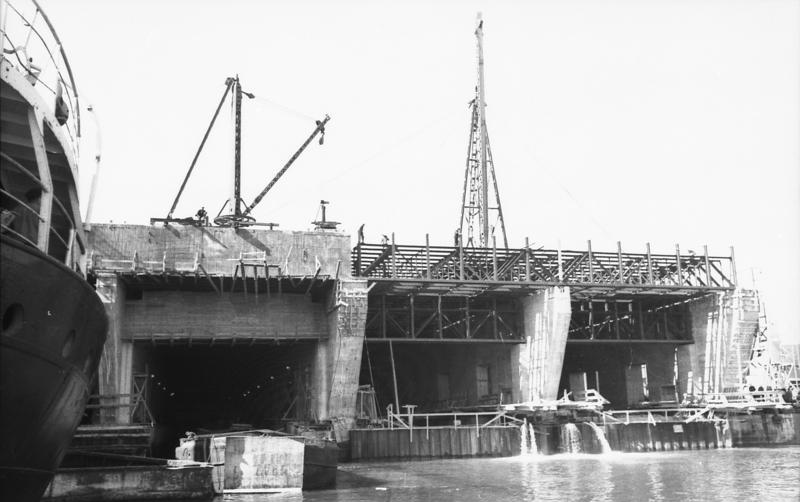
September 1941, Baustelle der U-Boot-Bunker in Brest (Frankreich)

Die U-Boot-Reparaturwerft Brest war eine von der deutschen Kriegsmarine eingerichtete Werft im französischen Atlantikhafen Brest, die von 1940 bis 1944 bestand. Es handelte sich um den größten Bunker, der während des Zweiten Weltkriegs gebaut wurde.

## Geschichte

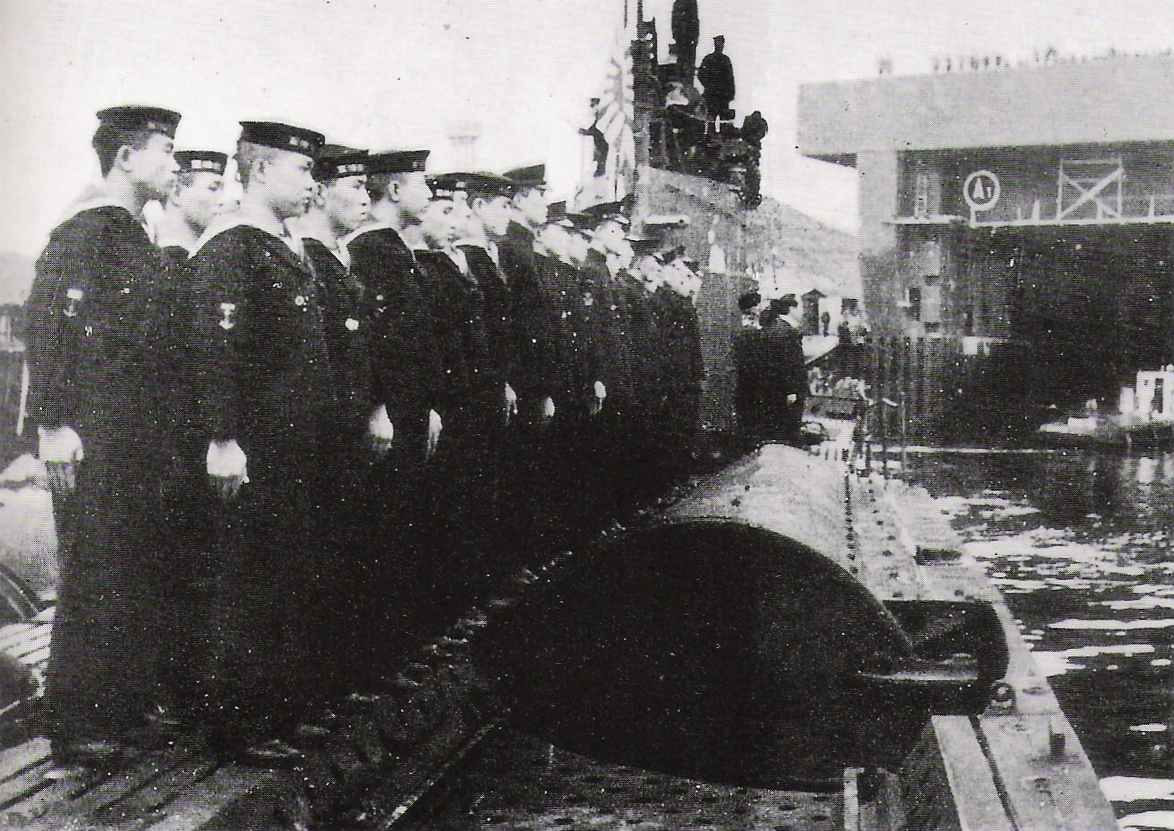
Das japanische U-Boot I-8 vor dem Bunker in Brest (1943)

Im Juni 1940 besetzten deutsche Truppen die französische Atlantikküste, darunter auch den Hafen von Brest.
Die Kriegsmarine übernahm die französische Marinebasis Brest und richtete sie als Militärbasis für den Krieg im Atlantik ein, nachdem die Schiffe gehoben wurden, die von der französischen Marine bei der Räumung des Hafens versenkt worden waren, und weitere Kriegsschäden beseitigt wurden. Da die Hafenanlagen stärker geschädigt waren als in Lorient, wo bereits Mitte August eine U-Boot-Reparaturstelle eingerichtet worden war, und der Hafen, im Gegensatz zu Saint-Nazaire, innerhalb der Reichweite britischer Luftstreitkräfte lag, fiel die Entscheidung für Brest als Hauptstützpunkt der deutschen Flotte erst am 9. Oktober 1940. Ausschlaggebend war hierbei vor allem die Verfügbarkeit von Liegeplätzen und Reparaturgelegenheiten für die großen deutschen Schlachtschiffe. Neben der Nutzung des Stützpunkts durch die Überwasserstreitkräfte (Gneisenau, Scharnhorst, Prinz Eugen) wurde Anfang 1941 mit dem Bau eines U-Boot-Bunkers begonnen.

„‚U-Boot-Bunker‘ sind von der Organisation Todt zu diesem Zweck in den atlanischen Hafen gebaut worden. Der Begriff scheint plastisch zu sein und läßt doch kaum ahnen, was er in Wirklichkeit besagt. Es ist ein Betonblock, hoch aufragend über allem Gewirr der Masten und Kräne, aber von solchem Ausmaß in Breite und Tiefe, daß er von fern nur als eine gewaltige Stufe am Rand des Hafenbeckens erscheint. Wie Autos in einer Garage laufen die U-Boote von der Feindfahrt hier ein, um sogleich ‚aufgebockt‘ und vom Turm bis zum Kiel überholt zu werden. Die Bunker sind zugleich Werft, ummauert und überdacht von stärkstem Beton. Mit den modernsten Maschinen, in konzentriertestem Arbeitsgang, für den alle Kräfte und Hilfsmittel vorhanden sind, werden die Boote wieder instandgebracht. Es ist ein Bild von unerhörter Phantastik, die letzte Steigerung unsres technischen Zeitalters, wie die schlanken Fischleiber sich zwischen den starren, riesigen Betonwänden spannen, zuckend im grellen Aufsprühen der Schweißbrenner, während die Spinnenfüße der Kräne über sie hinlaufen. Etwas unheimlich Animalisches meint man da zu sehen, das auch die U-Boot-Männer selbst mitunter verspüren […].“

### Bau der Bunkeranlage
Die Baustelle befand sich an der westlichen Seite des Kriegshafens auf dem Gelände eines ehemaligen Seefliegerhorstes und war lediglich über eine schmale Küstenstraße und über Bahnschienen zu erreichen, so dass der Transport des Baumaterials auch über See erfolgte. Die Koordination oblag dem Hauptamt Kriegsschiffbau, Konstruktion und Bauleitung lagen in den Händen der arisierten Berliner Baufirma von Julius Berger und dem französischen Bauunternehmen Campenon Bernhard, die zu diesem Zweck gemeinsam unter dem Projektnamen „Bergcamp“ firmierten. Die Bauplanung betreute der Vermessungsbau-Ingenieur Anton Kopp (München), während die Bauausführung durch die Organisation Todt erfolgte. Beim Bau der Bunkeranlagen wurden unter anderem zwangsweise sogenannte „Rotspanier“ – meist kommunistische Spanier, die im Spanischen Bürgerkrieg gegen Franco gekämpft hatten – eingesetzt, die von der französischen Polizei bewacht wurden.

### Betrieb der Reparaturwerft

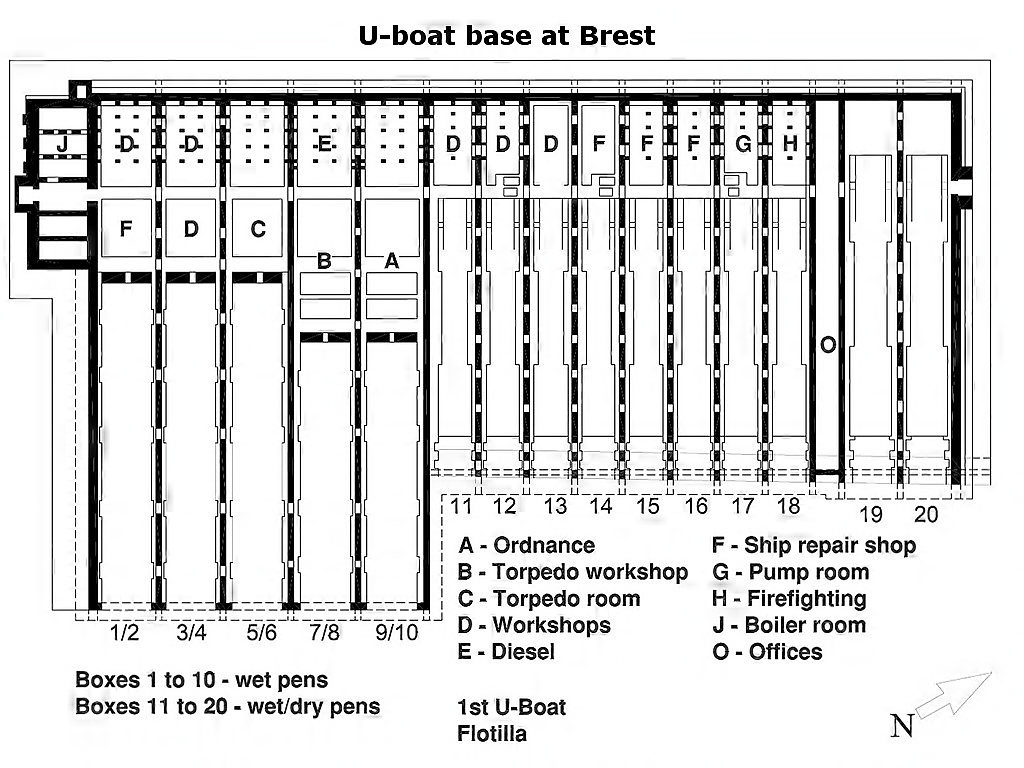
Lageplan der Docks

Im Bunker wurden zehn Trockendocks für jeweils ein U-Boot sowie fünf Nassboxen mit Becken für je maximal drei U-Boote eingerichtet. Der Bunker hatte eine Breite von rund 330 Metern, eine Länge von 190 Metern und eine Höhe von 17 Metern. Die Decken hatten anfangs eine Dicke von 4, später von 6 Metern.
Für die Instandsetzungs- und Ausrüstungsarbeiten der U-Boote wurden die vorhandenen Werfteinrichtungen genutzt, wobei die Kriegsmarinewerft Wilhelmshaven das erforderliche Material und Fachpersonal stellte. Dabei kam in den Werkstätten auch französisches Personal zum Einsatz.
1943 wurde die technische Betreuung der U-Boot-Reparaturen in Brest von der Ausrüstung bis zu Instandsetzungsarbeiten von der Kriegsmarine dem deutschen Deschimag-Konzern übertragen. Die Deschimag übertrug die Aufgaben an ihre in Bau und Reparatur von U-Booten erfahrene eigene Werft AG Weser. Von der AG Weser wurden etwa 1000 Mitarbeiter nach Brest entsandt, die vor Ort in Kasernen und Privathäusern untergebracht wurden. In Brest waren vorwiegend Boote der Typen VII C und VII D der 1. U-Boot- und 9. U-Boot-Flottille stationiert, bei Bedarf wurden aber auch andere U-Boote repariert.

### Ende der Reparaturwerft
Am 6. Juni 1944 erfolgte die alliierte Landung in der Normandie. Nach dem Durchbruch bei Avranches wurde Brest von alliierten Truppen belagert und daraufhin zur Festung erklärt. Der deutsche Stützpunkt kapitulierte nach der Schlacht um Brest am 18. September 1944.
Aufgrund der massiven Bauweise waren Abriss oder Sprengung der U-Boot-Reparaturwerft nicht sinnvoll möglich, der Bunker wird bis heute von der französischen Marine genutzt.

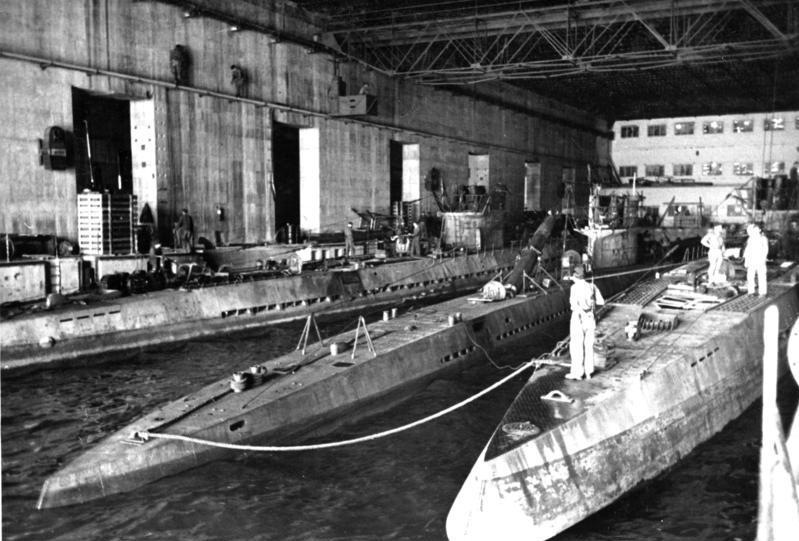
U-Boote im U-Boot-Bunker
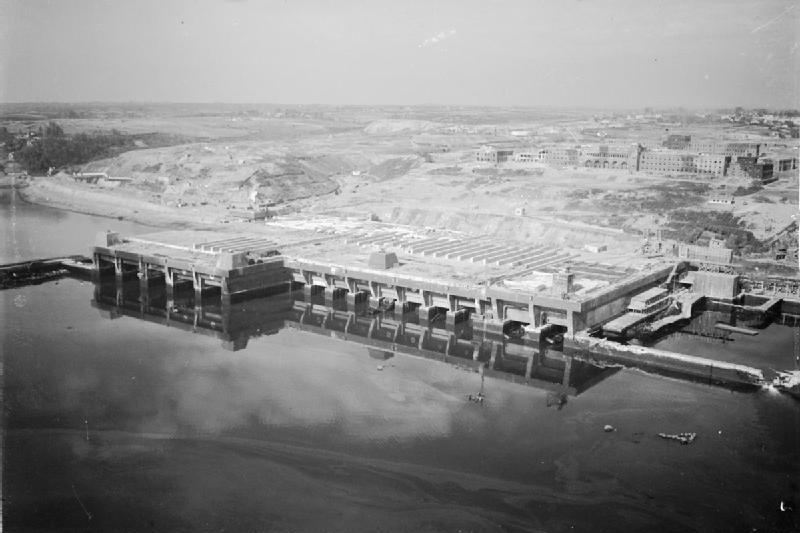
Blick von oben auf den U-Boot-Stützpunkt und Reparaturwerft in Brest (1944)
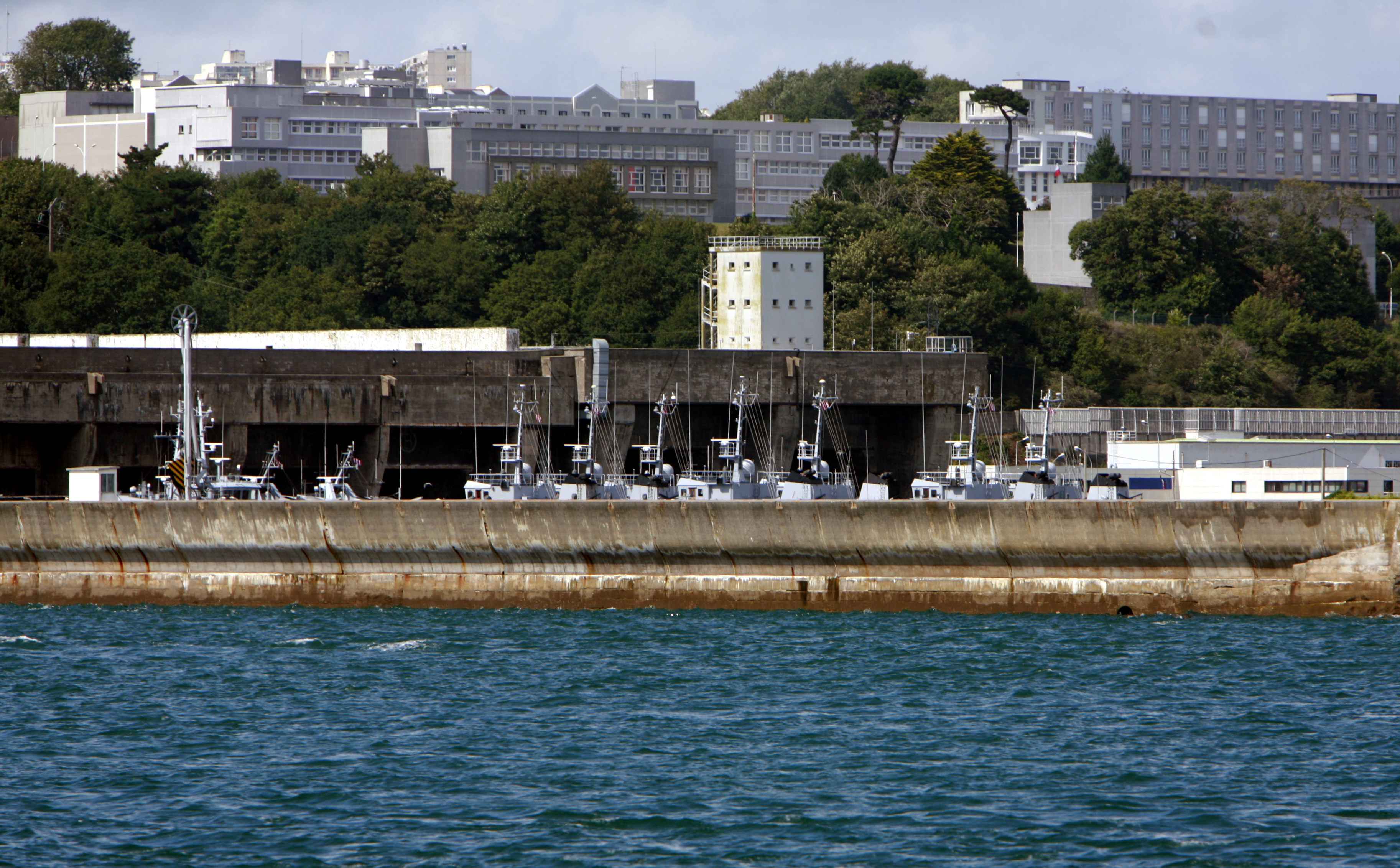
Eine heutige Ansicht von der Wasserseite
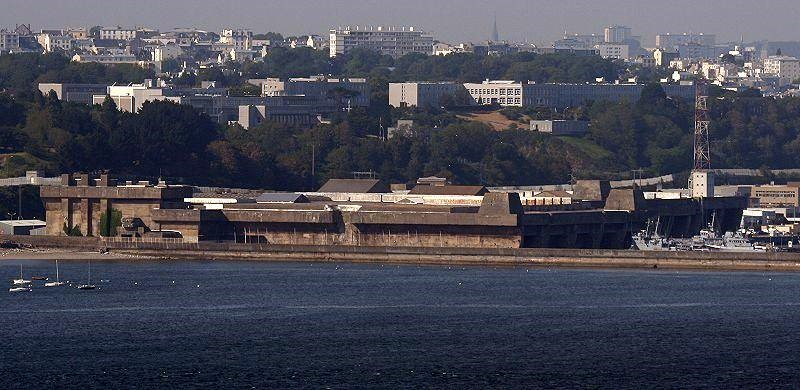
Der U-Boot-Bunker in Brest 2006, Seitenansicht